# Iłownica (rzeka)
Iłownica – rzeka, prawostronny dopływ Wisły o długości 27,88 km i powierzchni dorzecza 201,1 km².
Rzeka płynie w powiecie bielskim oraz fragmentowo w powiecie cieszyńskim. Jej źródła znajdują się na Pogórzu Śląskim w okolicach miejscowości Grodziec i Górki Wielkie. Jednym z prawych dopływów jest Potok Łaziński. Uchodzi do Wisły w okolicy oczyszczalni ścieków w północno-zachodniej części Czechowic-Dziedzic.
Rzeka była wzmiankowana w 1525 roku jako Bach Ihlownitz, a w 1727 jako rzeka Ilownica. Nazwa ta jest jednak starsza, jako że nad Iłownicą leży wieś z zapożyczoną od niej nazwą, wzmiankowaną już około 1305 roku jako Gylownita. Obie nazwy wywodzą się od przymiotnika iłowy.
Iłownica, przy normalnych stanach wody ciek stosunkowo niewielki, jest jednak rzeką często stwarzającą znaczne zagrożenia w przypadkach wezbrań. Podczas nawalnych opadów na początku czerwca 2024 r. przekroczyła ona stan alarmowy, dokonując podtopień w miejscowości Iłownica w gminie Jasienica. Intensywne deszcze, jakie nawiedziły region w połowie września 2024 r. spowodowały, że w Czechowicach-Dziedzicach rzeka osiągnęła 634 cm, czyli o 214 cm więcej niż wynosi stan alarmowy. Iłownica przelała się tam przez wały, co spowodowało konieczność ewakuacji kilkudziesięciu mieszkańców.